# Bernard Stevens
Bernard George Stevens (født 2. marts 1916 i London - død 6. januar 1983 i Colchester, England) var en engelsk komponist og lærer.
Stevens studerede komposition på Cambridge Universitet hos bl.a. Cyril Rootham, og senere på Det Kongelige Musikkonservatorium i London hos Gordon Jacob og Arthur Benjamin. Han har skrevet 2 symfonier, orkesterværker, koncertmusik, kammermusik, 2 operaer, korværker, sange, klaverstykker, 2 orgelstykker, filmmusik etc. Han underviste som lærer i komposition på Det kongelige Muskikonservatorium i London, og var politisk aktivist.

## Udvalgte værker
- Symfoni nr. 1 "Befrielses Symfoni" (1945) - for orkester
- Symfoni nr. 2 (1964) - for orkester
- Sinfonietta (1946) - for strygeorkester
- Violinkoncert (1943) - for violin og orkester
- Cellokoncert (1952) - for cello og orkester
- Klaverkoncert (1955, Rev. 1981) - for klaver og orkester